# NGC 1202
NGC 1202 è una lontana galassia a spirale situata nella costellazione dell'Eridano, a una distanza di circa 421 milioni di anni luce dalla nostra Via Lattea.

## Scoperta
La galassia è stata scoperta nel 1886 dall'astronomo statunitense Ormond Stone.

## Descrizione
Nella galassia sono presenti regioni di idrogeno ionizzato.